# Liste der denkmalgeschützten Objekte in Stehelčeves
Grundlage dieser Liste der denkmalgeschützten Objekte in Stehelčeves ist die ÚSKP-Liste (Ústřední seznam kulturních památek České republiky, deutsch Zentrale Liste der Kulturdenkmäler der Tschechischen Republik), die von der tschechischen Denkmalschutzbehörde NPÚ (Národní památkový ústav, deutsch Nationale Denkmalbehörde) seit 1987 geführt wird und an die seit dem Jahr 1850 geschaffenen Listen anschließt.

## Denkmalgeschützte Objekte nach Ortsteilen
| Lage                                                        | Objekt       | Beschreibung | ÚSKP-Nr.                 | Bild           |
| ----------------------------------------------------------- | ------------ | --- | ------------------------ | -------------- |
| Stehelčeves, auf dem Hügel östlich der Ortschaft (Standort) | Burg Homolka | Homolka-Hügel, archäologische Spuren. Reste einer hochgelegenen geschlossenen Siedlung aus der Jungsteinzeit (Westliche Kugelamphorenkultur); ohne Oberflächenrelikte. Die Burg liegt auf dem markanten Hügel Homolka, der sich heute am östlichen Stadtrand befindet. In der ersten Hälfte des 20. Jahrhunderts fanden hier umfangreiche archäologische Forschungen statt. | 34869/2-700 Info Katalog | weitere Bilder |